# Parlamento Sami della Svezia
Il Parlamento Sami (in lingua svedese Sametinget ed in lingua sami settentrionale Sámediggi) è l'organo legislativo della comunità sami svedese.